# انتفاضة شابين - كاراهيسار
انتفاضة شابين - كاراهيسار (في الفترة بين الثاني إلى الثلاثين من يونيو عام 1915) كانت جهدًا للمقاومة من خلال الميليشيا الأرمينية التابعة لحزب الهشناق في مقاطعة جيريسون ضد قوات الدولة العثمانية أثناء مذابح الإبادة الجماعية للأرمن.
وقد قاوموا الهجوم العثماني لمدة شهر.
وتمركز الأرمن في حصن خارج المدينة وقاتل منه حوالي 250 رجلاً الجنود الأتراك.

## الخلفية
لقد جعلت أخبار المجازر التي ارتكبت في مناطق أخرى في غرب أرمينيا الناس في شابين - كاراهيسار يعتقدون أن «دورهم» قادم قريبًا. وفي أبريل من عام 1915، تم سجن المئات من الشباب بشكل مفاجئ. وفي يونيو من عام 1915، تم إعدام الزعيم الديني الأرميني في المنطقة. وبعد ذلك، تم قتل 200 تاجر أرميني كجزء من الحملة المنظمة للإبادة الجماعية التي ارتكبتها السلطات العثمانية.
وحينها، قرر الرجال القادرون من منطقة شابين كاراهيسار مواجهة العثمانيين. وقد بدأوا بحرق المنازل الخاصة بهم وتحصين أنفسهم في قلعة مجاورة. وقد سقط العديد من الجنود العثمانيين في تلك الأيام. وبعد أسابيع من المواجهات، نفدت ذخيرة الميليشيات الأرمينية. وقرروا الخروج من القلعة والقتال بأيديهم العارية. وحينها، لم يتبق في المدينة إلا النساء والأطفال وكبار السن، الذين تم ذبحهم جميعًا بعد قمع المقاومة.
وقد كانت شابين - كاراهيسار (Şebinkarahisar) مسقطًا لرأس أندرانيك توروس أوزانيان، وهو أحد الفدائيين الأرمنيين المعروفين.
وقد أرخ آرام هايجاز للمقاومة في شابين - كاراهيسار، والذي نجا من الحصار والترحيل التالي لذلك، في كتابه سقوط الآيري (The Fall of the Airie). وغالبًا ما يشار إلى هذا الكتاب على أنه رواية لشاهد عيان للأحداث.

## الحواشي
1. ↑  Richard G. Hovannisian, The Armenian Genocide: History, Politics, Ethics, Palgrave Macmillan, 1992, ISBN 978-0-312-04847-1, p. 289. نسخة محفوظة 27 مايو 2020 على موقع واي باك مشين.
2. 1 2  Simon Payaslian, "The Armenian Resistance at Shabin-Karahisar in 1915" 5th International conferences on Historic Armenian Cities and Provinces
3. ↑  Richard G. Hovannisian, Armenian Sebastia/Sivas and Lesser Armenia, Mazda Publishers, 2004, ISBN 978-1-56859-152-0, p. 399. نسخة محفوظة 27 مايو 2020 على موقع واي باك مشين.
4. ↑  Balakian، Peter. The Burning Tigris: The Armenian Genocide and America's Response. ص. 210. مؤرشف من الأصل في 2020-04-13.
5. ↑  Translated from the Armenian: Mihran Kurdoghlian, Badmoutioun Hayots, C. hador [Armenian History, volume III], Athens, Greece, 1996, pg. 93.